# Roger Lyndon
Roger Lyndon   (Calais, 18 de desembre de 1917 - Ann Arbor, 8 de juny de 1988) va ser un matemàtic estatunidenc.

## Vida i Obra
Nascut al comtat més oriental dels Estats Units, fill d'un ministre unitarià, la seva mare va morir quan només tenia dos anys i amb el seu pare van estar vivint a diferents localitats dels estats de Massachusetts i de Nova York. El 1935 va ingressar a la universitat Harvard amb la intenció d'estudiar literatura i esdevenir escriptor, però aviat es va adonar que tenia molta més facilitat per les matemàtiques i es va graduar el 1939 en aquesta especialitat. Després d'un any treballant a la banca a Albuquerque (Nou Mèxic) va tornar a Harvard per obtenir el màster el 1941. Després d'un curs com professor a l'Institut de Tecnologia de Geòrgia va tornar novament a Harvard, on va impartir formació als nous oficials de la Marina dels Estats Units d'Amèrica durant la Segona Guerra Mundial. Acabada la guerra, va estar destinat a la delegació de Londres de l'Oficina de Recerca Naval, fins al 1948, quan va tornar als Estats Units per a ser professor de la universitat de Princeton. El 1953 va ser nomenat professor de la universitat de Michigan a Ann Arbor en la qual va fer la resta de la seva carrera acadèmica, excepte alguns anys en els quals va ser professor visitant a diferents universitats europees i nord-americanes.
Lyndon va treballar en diferents camps de les matemàtiques, especialment en àlgebra, lògica matemàtica, topologia, cohomologia, i teoria de grups, però, com ell mateix afirmava, els problemes que estudiava sempre eren de naturalesa combinatòria. Lyndon va ser un dels primers estudiosos de les seqüències de lletres (en definitiva: de les paraules) i l'introductor (1954) de la cadena estrictament més petita en l'ordre lexicogràfic, a la qual es denomina comunament Paraula de Lyndon. També se li deuen altres aportacions notables com el teorema d'identitat de Lyndon (sobre els monoides), el teorema de Curtis-Hedlund-Lyndon (sobre la caracterització d'autòmats cel·lulars) i la seqüència espectral de Lyndon (sobre cohomologia de grups).